# Spaces: The Architecture of Paul Rudolph
Spaces: The Architecture of Paul Rudolph ist ein US-amerikanischer Dokumentar-Kurzfilm von Bob Eisenhardt aus dem Jahr 1983, der für einen Oscar nominiert war.

## Inhalt

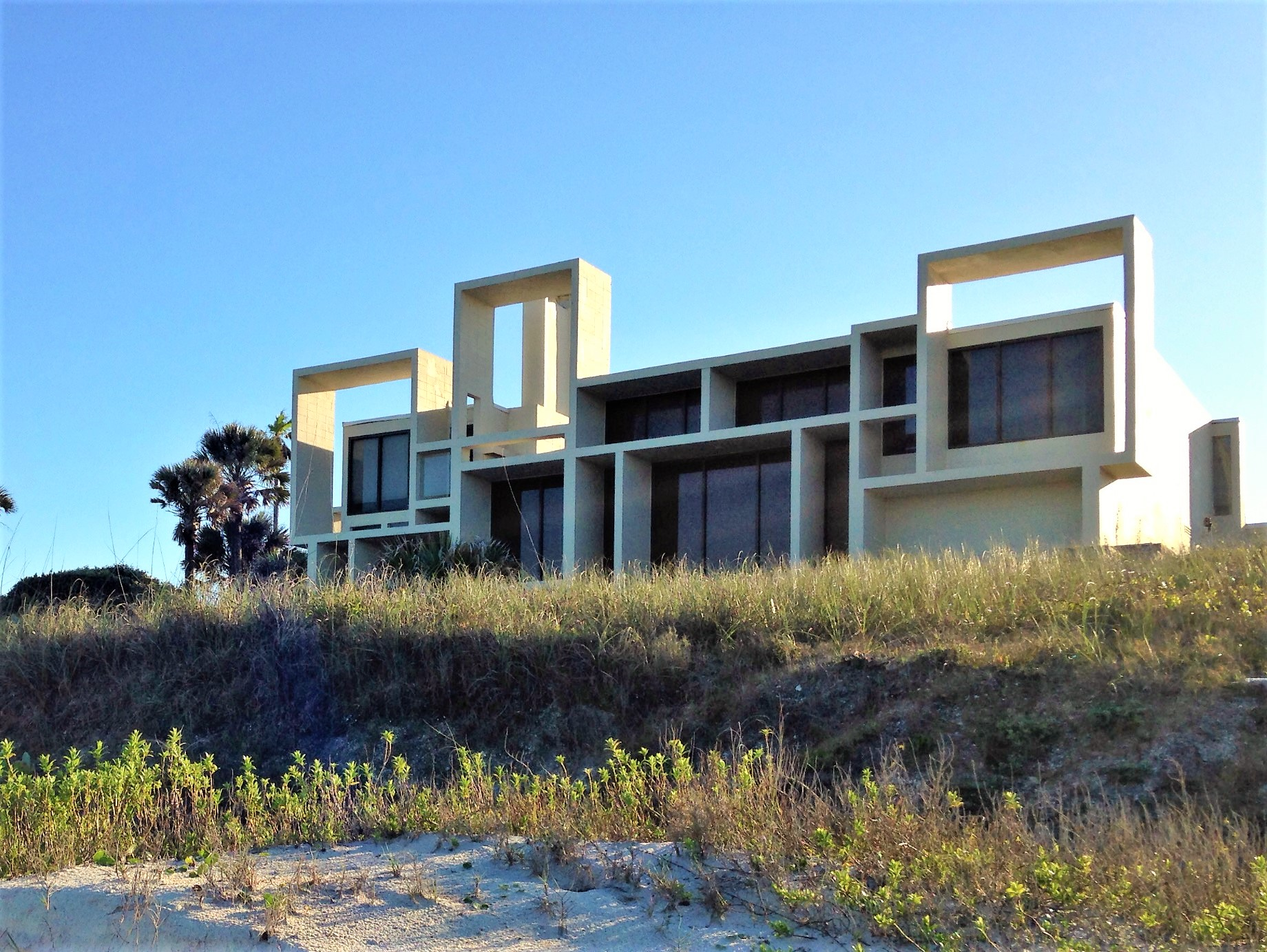
Beispielhaft für die Sarasota School of Architecture: Paul Rudolph: Arthur W. Milam Residence, Ponte Vedra, FLA (1961)

Der Film befasst sich mit dem US-amerikanischen Architekten Paul Rudolph, der von 1918 bis 1997 lebte, und versucht, das Ambiente seines Ateliers erfahrbar zu machen. Rudolph galt in der Architekturbranche als unangefochtener Meister des Raums und der Formgebung und als spontan brillant.  Rudolphs Entwurf für die William R. Cannon Chapel, eine Kapelle an der Emory-University gibt einen Einblick in die Frustrationen, denen Künstler immer wieder ausgesetzt sind, wenn sie auf kurzsichtige Mäzene angewiesen sind. Thematisiert werden auch Rudolphs Betongebäude aus den 1960er-Jahren sowie seine weniger bekannten ostasiatischen Wolkenkratzer, die den 1990er-Jahren zugerechnet werden.  
Rudolph ist für seine zahlreichen Entwürfe von Einfamilienhäusern bekannt, die einem subtropischen Klima Rechnung tragen und gehörte zu den führenden Vertretern der sogenannten Sarasota School of Architecture, einer regionale Strömung moderner Nachkriegsarchitektur an der Westküste Floridas. Der Architekt war zudem ein früher Vertreter des Brutalismus und gilt auch heute noch als einer der wichtigsten Architekten der Moderne in den Vereinigten Staaten. Zu Rudolphs Schülern gehörten der britische Architekt Norman Foster, der italo-britische Architekt Richard Rogers und der US-amerikanische Architekt Robert A. M. Stern. Foster erklärte einmal, dass er sehr starke Erinnerungen an seine Zeit als Student in Yale habe. Die Architekturklasse sei seinerzeit, in den Jahren 1961/1962 von Paul Rudolph geleitet worden, der seinen Schülern viel abverlangt, aber im Gegenzug enorm viel zurückgegeben habe.
Die Gedanken, die Rudolph im Film äußert, werden durch Kommentare von Philip Johnson und Paul Goldberger ergänzt.

## Produktionsnotizen, Veröffentlichung
Produziert wurde der Film von Eisenhardt Productions, vertrieben vom Museum of Modern Art, Circulating Film Library.
Veröffentlicht wurde der Film erstmals im Januar 1983 in den Vereinigten Staaten.

## Kritik
Timothy M. Rohan von der Yale University Press, der ein Buch über Rudolph und sein Werk verfasst hat, schrieb, der Film ergänze seine erste große Studie über einen der bedeutendsten Architekten der Nachkriegszeit. Rudolf, der für seine bemerkenswert brutalistischen Gebäude gleichermaßen bewundert wie auch verunglimpft worden sei, habe sowohl die spätmoderne Architektur als auch eine Generation von Architekten während seiner Zeit an der Yale University geprägt. Der Film baue auf umfangreiche Archivrecherchen und bis dato unveröffentlichter Materialien auf und unterstütze die erste eingehende Studie über den Architekten, der seit seinem Höhepunkt in der Nachkriegszeit vernachlässigt worden sei. Die faszinierende Geschichte von Rudolphs spektakulärem Aufstieg und Fall vertiefe langjährige Vorstellungen über die Nachkriegsarchitektur erheblich. Rudolph erweise sich als Schlüsselfigur, die neue Richtungen für die Architektur vorweggenommen habe, die von der Postmoderne bis zur Nachhaltigkeit gereicht hätten.

## Auszeichnung
- Academy Awards 1984: nominiert für den Oscar Bob Eisenhardt in der Kategorie „Bester Dokumentar-Kurzfilm“. Die Trophäe ging jedoch an Cynthia Scott und Adam Symansky und deren Film Flamenco at 5:15, in dem kanadische Schüler im Tanz Flamenco unterrichtet werden.